# Amigny-Rouy
Amigny-Rouy är en kommun i departementet Aisne i regionen Hauts-de-France i norra Frankrike. Kommunen ligger  i kantonen Chauny som ligger i arrondissementet Laon. År 2022 hade Amigny-Rouy 710 invånare.

## Befolkningsutveckling
Antalet invånare i kommunen Amigny-Rouy
Referens: INSEE